# Erőd Iván
Erőd Iván (Budapest, 1936. január 2. – Bécs, 2019. június 24.) Erkel Ferenc-díjas magyar–osztrák zeneszerző, zongoraművész, egyetemi oktató. Ney Bernát (1863–1938) operaénekes unokája.

## Élete
Saját bevallása szerint a „zenei géneket” anyai ágról örökölte. Nagyapja, Ney Bernát a budapesti Operaház szólóénekese, nagybátyja, Ney Tibor hegedűművész volt. Ötéves korában kezdett zongorát tanulni, Kálmán Györgynél és Káldi Magdánál. Tízéves korától Kadosa Pál privát növendéke volt. 1944-ben több családtagját deportálták, bátyja, Endre – aki tehetséges csellistának indult és Schiffer Adolfnál tanult – és nagyszülei a buchenwaldi és auschwitzi koncentrációs táborokban haltak meg. Középiskolai tanulmányait a Trefort utcai gimnáziumban végezte 1946 és 1950 között. 1950–1951-ben államosították apja kiskereskedését.
1951 és 1956 között a Liszt Ferenc Zeneművészeti Főiskola hallgatója volt. Kadosa Páltól – aki a Zenei Alaptól szerzett neki ösztöndíjat, hogy osztályidegenként el ne távolítsák – zongorát, Szabó Ferenctől pedig zeneszerzést tanult. De tanárai voltak még Kodály Zoltán, Szabolcsi Bence, Bárdos Lajos, Nagy Olivér és Szőnyi Erzsébet, Vincze Imre, Bartha Dénes Molnár Antal, Mihály András és Nemes Katalin is. 1952–1953-ban egy klubot is alapított kollégáival, amelyet neves zenészek is – mint Sugár Rezső – elismertek és amellyel koncerteket szerveztek az akkor még főiskolán. Stílusára kezdetben érezhetően hatott Bartók és Kodály zenéje.
Húszévesen az 1956-os forradalom leverése után – mint minden „Szabó-tanítvány” – decemberben Ausztriába emigrált. Előbb egy felső-ausztriai menekülttáborba érkezett. Innen autóstoppal Linzbe ment, majd egy amerikai ösztöndíj segítségével 1957–1961 között a Bécsi Zene- és Előadóművészeti Egyetemen folytatta tovább tanulmányait, zongorát Richard Hausernél, zeneszerzést Karl Schiskenél, dodekafóniát pedig Hanns Jelineknél. Eközben Darmstadtban is részt vett több nemzetközi új-zenei nyári kurzuson, versenyeken. Ezek az évek alatt is szoros barátságot ápolt Ligeti Györggyel. 1960-ban osztrák állampolgár lett.
Zongoristaként már a főiskola éveiben szerepet vállalt a kortárs zene interpretációjában, így tagja lett az úttörő „die reihe” együttesnek is, és elsők között játszott Karlheinz Stockhausent, Luciano Beriot, Pierre Boulezt. Első önálló estje a Musikverein Brahms-termében volt, 1960-ban a bécsi Zenebarátok Társasága szervezésében. A diploma után  koncertezésből tartotta el magát. 1961-ben megnyerte a Bösendorfer-versenyt, aminek jutalma egy hangszer volt, majd a nemzetközi Busoni-zongoraversenyen is elismerték. A koncertek mellett kísérőként is dolgozott, 1962 és 1964 között pedig a bécsi Operaház korrepetitora volt, ahová még főiskolásként Herbert von Karajan hívta, miután hallotta egy kóruspróbán, de csak a diploma után vállalta el addig, amíg meg nem élt választott szakmájából. Itt ismerte meg a zenés színházi munkafolyamatokat. A Bécsi Ünnepi Heteken is dolgozott. Zongoraművészként Európában és a Közel-Keleten lépett fel rendszeresen.
Zeneszerzőként minden zenei műfajban megmutatkozott: operákat, szimfonikus zenekari és versenyműveket, kamarazenét, vokális műveket szerzett, magyar népzenei motívumokkal, bluesos, dzsesszes hangzással is. 1951 óta komponált. Első operáját (A selyemhernyók) 28 évesen kezdte el írni operai segédrendező kollégájával, amit a Theater an der Wienben vittek sikerre. Ez a műfaj állt hozzá leginkább közel. Olyan előadók adták elő műveit, mint Roger Norrington, Marcello Viotti, Leonard Slatkin, Marjana Lipovšek, John Shirley-Quirk, Heinrich Schiff, Schiff András. 2019-ben más magyar és osztrák művészekkel együtt a washingtoni John F. Kennedy Előadóművészeti Központ nemzetközi művészeti bizottságának arany medáljával tüntették ki – amit pár nappal halála előtt legidősebb fia vett át a bécsi Albertina múzeumban.
Pedagógusi munkája során összhangzattant, ellenponttant, zeneszerzést, stílusgyakorlatot oktatott. 1967 és 1989 között a grazi Zeneakadémia óraadó, 1971-től kinevezett, majd 1975-től – mikor is Grazba költözött – már rendes tanáraként tevékenykedett. Tanítványai voltak többek között Georg Friedrich Haas, Jörg-Martin Willnauer is. 1989-től ismét Bécsben élt, ahol a Bécsi Zene- és Előadóművészeti Egyetem (akkor még főiskola) professzora, 2004-től emeritusa volt. Nála tanult például Bánlaky Ákos, Bolcsó Bálint, Nánási Henrik, Varga Judit is. Magyar kollégáival mindvégig kapcsolatban maradt. Az 1970-es években Dobszay László hívta meg egy előadásra, majd 1982-ben a Zeneakadémia is invitálta, operáját pedig – ugyan csak szűk körben – levetítették a Szabadság téri tévészékházban. 2004–2005 között a Liszt Ferenc Zeneművészeti Egyetem vendégprofesszora volt.
Tiszteletbeli tagja volt az Osztrák Zeneszerzők Egyesületének. 2009-ben a Széchenyi Irodalmi és Művészeti Akadémia zenei alkotóművészeti osztálya rendes tagjává választották.
1993-ban, amikor a törvények lehetővé tették számára, megújította magyar állampolgárságát, az osztrák megtartása mellett, így kettős állampolgár lett. Ugyanebben az évben Csákberényben vett egy ingatlant, ahol sokat tartózkodott. Francia feleségével, Marie-Luce Guy-vel 1969-ben között házasságot. Öt gyermekük született. Hárman is a zenei szférában helyezkedtek el: Adrian Eröd (1970) opera bariton, Leonard (1977) fagottos, Raphael (művészneve: Schlüsselberg, 1984) pedig karmester. Juliette (1972) színésznő, fiatalabbik lánya, Natalie pedig tanítónő, de énekelni is tanult.
A 83 éves, nemzetközi hírű magyar–osztrák zeneszerző és zongorista 2019. június 24-én egy bécsi kórházban halt meg.

## Főbb művei
- Fúvóstrió oboára, klarinétra és fagottra, Op. 4 (1957)
- Ricercare ed Aria S. C. H. E., Op. 11 (1965)
- A selyemhernyók, Op. 10 (1964–1968)
- I. szonáta hegedűre és zongorára, Op. 14 (1970)
- Három darab szólóhegedűre, Op. 27 (1979)
- Esti képzelgések, Op. 38 – Nagyzenekarra (1981)
- Hegedűverseny, Op. 15 (1973)
- Krokodilslieder, Op. 28 (1980)
- Brácsaverseny, Op. 30 (1980)
- II. vonósszextett, Op. 68 (1996)
- Hamu felett énekelve, Op. 65 (1994)
- Bukolika, Op. 64 – Kamaraegyüttesre (1994)
- I. trió, Op. 21 (1976)
- Quintetto Ungherese, Op. 58 – Fúvósötösre (1990)
- I. szimfónia "A régi világból", Op. 67 (1995)
- Zongoraverseny, Op. 19 (1975)
- Minnesota Sinfonietta, Op. 51 (1986)
- II. trió hegedűre, csellóra és zongorára, Op. 42 (1982)
- Négy ének, Op. 44 – mély hangra és zongorára (1983)
- Feketeföld, Op. 49 – Öt ének bariton hangra és zenekarra (1985)
- Vox Lucis, Op. 56 – Kantáta bariton hangra, szóló oboára és zenekarra (1989)
- Orpheus ex machina, Op. 25 (1978)
- Pici és Anti, Op. 85 (2009)
- Concerto csellóra és zenekarra, Op. 80 (2005)
- III. szimfónia ("Øresund" szimfonikus kantáta), Op. 90 (2013)
- Tripelkonzert, Op. 92 / Hármasverseny, Op. 92 (80 éves születésnapjára, 2015)

Utolsó művét két nappal halála előtt fejezte be, Canti di un Ottantenne (azaz „egy tizennyolc éves éneke”) címmel. Ősbemutatójára 2020. május 20-án, az emblematikus Musikverein Brahms-termében kerül sor, ahol első önálló estjét tartotta 1960-ban.

## Díjai, elismerései
- Bösendorfer-verseny első helyezettje (1961)
- Nemzetközi Busoni-zongoraverseny második helyezés (Bolzano, 1962)
- Osztrák állami zenei díj (A selyemhernyók, 1970)[15][16]
- Förderungspreis, Bécs város (1974)
- Würdigungspreis, Graz város (1978)
- Osztrák Zeneművészeti Díj(wd) (ekkor még Würdigungspreis des BMUK für Musik / Osztrák Oktatási, Művészeti és Kulturális Minisztérium zenei elismerése,[17] 1980)[18]
- Stájerország Joseph Marx zenei díja (1981)
- Bécs város zenei díja(wd) (1986)
- Bartók Béla–Pásztory Ditta-díj (1993)
- Bécs tartomány arany díszjelvénye(wd) (2001)[19]
- Osztrák Köztársaság Nagy Ezüst Érdemjele(wd) (2001)[19]
- Erkel Ferenc-díj (2010)
- Kennedy Központ nemzetközi művészeti bizottság arany medálja (2019)[11]